# Taekwondo-Weltmeisterschaften 2009
Die 19. Taekwondo-Weltmeisterschaft 2009 fand vom 14. bis 18. Oktober 2009 in Ballerup, einer Vorstadtgemeinde der dänischen Hauptstadt Kopenhagen, statt. Austragungsort war die Ballerup Super Arena. Es fanden insgesamt 16 Wettbewerbe in unterschiedlichen Gewichtsklassen statt, jeweils acht für Männer und Frauen.

## Ergebnisse

### Männer
| Gewichtsklasse | Gold                     | Silber          | Bronze              |
| -------------- | ------------------------ | --------------- | ------------------- |
| - 54 kg        | Choi Yeon-ho             | Mahmood Haidari | Chutchawal Khawlaor |
| - 54 kg        | Choi Yeon-ho             | Mahmood Haidari | Meisam Bagheri      |
| - 58 kg        | Joel González            | Damián Villa    | Hasan Rezai         |
| - 58 kg        | Joel González            | Damián Villa    | Mauro Crismanich    |
| - 63 kg        | Yeom Hyo-seob            | Reza Naderian   | Javier Marrón       |
| - 63 kg        | Yeom Hyo-seob            | Reza Naderian   | Cem Uluğnuyan       |
| - 68 kg        | Mohammad Bagheri Motamed | Idulio Islas    | Servet Tazegül      |
| - 68 kg        | Mohammad Bagheri Motamed | Idulio Islas    | Balla Dièye         |
| - 74 kg        | Kim Joon-tae             | Maxime Potvin   | Mark Lopez          |
| - 74 kg        | Kim Joon-tae             | Maxime Potvin   | Mokdad Ounis        |
| - 80 kg        | Steven Lopez             | Nicolás García  | Rashad Ahmadov      |
| - 80 kg        | Steven Lopez             | Nicolás García  | Sébastien Michaud   |
| - 87 kg        | Bahri Tanrıkulu          | Carlo Molfetta  | Vanja Babić         |
| - 87 kg        | Bahri Tanrıkulu          | Carlo Molfetta  | Youssef Karami      |
| + 87 kg        | Daba Modibo Keïta        | Nam Yun-bae     | Hossein Tajik       |
| + 87 kg        | Daba Modibo Keïta        | Nam Yun-bae     | Arman Tschilmanow   |

### Frauen
| Gewichtsklasse | Gold            | Silber             | Bronze                    |
| -------------- | --------------- | ------------------ | ------------------------- |
| - 46 kg        | Park Hyo-ji     | Zoraida Santiago   | Buttree Puedpong          |
| - 46 kg        | Park Hyo-ji     | Zoraida Santiago   | Yvette Yong               |
| - 49 kg        | Brigitte Yagüe  | Anna Soboleva      | Yasmina Aziez             |
| - 49 kg        | Brigitte Yagüe  | Anna Soboleva      | Wu Jingyu                 |
| - 53 kg        | Danielle Pelham | Sarita Phongsri    | Kwon Eun-kyung            |
| - 53 kg        | Danielle Pelham | Sarita Phongsri    | Euda Carias               |
| - 57 kg        | Hou Yuzhuo      | Veronica Calabrese | Andrea Rica               |
| - 57 kg        | Hou Yuzhuo      | Veronica Calabrese | Tseng Pei-hua             |
| - 62 kg        | Lim Su-jeong    | Zhang Hua          | Estefanía Hernández       |
| - 62 kg        | Lim Su-jeong    | Zhang Hua          | Chonnapas Premwaew        |
| - 67 kg        | Gwladys Épangue | Taimí Castellanos  | Sandra Šarić              |
| - 67 kg        | Gwladys Épangue | Taimí Castellanos  | Nikolina Kursar           |
| - 73 kg        | Han Yingying    | Lee In-jong        | Furkan Asena Aydın        |
| - 73 kg        | Han Yingying    | Lee In-jong        | Anastassija Baryschnikowa |
| + 73 kg        | Rosana Simón    | Liu Rui            | Jo Seol                   |
| + 73 kg        | Rosana Simón    | Liu Rui            | Natália Falavigna         |

## Medaillenspiegel
| Platz | Land                | Gold | Silber | Bronze | Gesamt |
| ----- | ------------------- | ---- | ------ | ------ | ------ |
| 1     | Südkorea            | 5    | 2      | 2      | 9      |
| 2     | Spanien             | 3    | 1      | 3      | 7      |
| 3     | Volksrepublik China | 2    | 2      | 1      | 5      |
| 4     | Vereinigte Staaten  | 2    | -      | 1      | 3      |
| 5     | Iran                | 1    | 1      | 3      | 5      |
| 6     | Türkei              | 1    | -      | 3      | 4      |
| 7     | Frankreich          | 1    | -      | 1      | 2      |
| 8     | Mali                | 1    | -      | -      | 1      |
| 9     | Italien             | -    | 2      | -      | 2      |
|       | Mexiko              | -    | 2      | -      | 2      |
| 11    | Thailand            | -    | 1      | 3      | 4      |
| 12    | Kanada              | -    | 1      | 2      | 3      |
| 13    | Russland            | -    | 1      | 1      | 2      |
|       | Afghanistan         | -    | 1      | 1      | 2      |
| 15    | Kuba                | -    | 1      | -      | 1      |
|       | Puerto Rico         | -    | 1      | -      | 1      |
| 17    | Deutschland         | -    | -      | 1      | 1      |
|       | Chinesisch Taipeh   | -    | -      | 1      | 1      |
|       | Kroatien            | -    | -      | 1      | 1      |
|       | Brasilien           | -    | -      | 1      | 1      |
|       | Aserbaidschan       | -    | -      | 1      | 1      |
|       | Argentinien         | -    | -      | 1      | 1      |
|       | Guatemala           | -    | -      | 1      | 1      |
|       | Kasachstan          | -    | -      | 1      | 1      |
|       | Norwegen            | -    | -      | 1      | 1      |
|       | Serbien             | -    | -      | 1      | 1      |
|       | Senegal             | -    | -      | 1      | 1      |